# Campionato europeo femminile di pallacanestro Under-18 2012
Il Campionato europeo femminile di pallacanestro Under-18 2012 (noto anche come FIBA EuroBasket Women Under-18 2012) si è svolto in Romania, a Bucarest.

## Classifica finale
| Campione d'Europa | Campione d'Europa | Campione d'Europa |
| ----------------- | ----------------- | ----------------- |
| Francia           |                   |                   |
| Argento           | Russia            |                   |
| Bronzo            | Serbia            |                   |
| 4.                | Paesi Bassi       |                   |
| 5.                | Spagna            |                   |
| 6.                | Turchia           |                   |
| 7.                | Croazia           |                   |
| 8.                | Italia            |                   |
| 9.                | Slovacchia        |                   |
| 10.               | Svezia            |                   |
| 11.               | Grecia            |                   |
| 12.               | Slovenia          |                   |
| 13.               | Rep. Ceca         |                   |
| 14.               | Polonia           |                   |
| 15.               | Belgio            |                   |
| 16.               | Romania           |                   |